# Noé Hernández
Noé "El Chivo" Hernández Valentín, född 15 mars 1978 i den mexikanska delstaten Chimalhua, död 16 januari 2013 i Chimalhuacán, var en mexikansk friidrottare som tävlade i gång. Hernández deltog vid Olympiska sommarspelen 2000 i Sydney där han blev silvermedaljör på 20 km gång efter Robert Korzeniowski. Han deltog även vid VM i Paris 2003 där han slutade fyra på 20 km gång.